# 博恩夜夜秀
《博恩夜夜秀》（英語：The Night Night Show with Brian Tseng，简称《夜夜秀》）是薩泰爾娛樂製作的臺灣脫口秀，製作人為謝政豪，主持人曾博恩和所屬團隊製作的節目，並予以現場觀眾親臨棚內錄影及網路分段觀看。節目以美式脫口秀的形式呈現，亦為臺灣第一個開放網路募資的脫口秀節目。

## 歷史
2018年7月1日，曾博恩與台灣吧的執行長謝政豪共同成立了薩泰爾娛樂（STR Network）公司。薩泰爾娛樂有感於臺灣觀眾高度關注政治、社會議題，但沒有出現過像是美國電視節目《每日秀》、《上周今夜秀》等類型的脫口秀節目，因此決定開辦節目《博恩夜夜秀》。
2018年8月，《博恩夜夜秀》正式推出第一季試播集，在5天内，節目吸引了13萬觀看人次。《博恩夜夜秀》的第一季主要靠網路募款支撑，薩泰爾娛樂與貝殼放大合作推出了集資網站，向廠商與觀眾集資。謝政豪希望有線、無線可以分別找到買主，並得到新台幣7～20萬不等的廣告置入、代言。觀眾部分，他們則結合了「售票」與「募資」兩個途徑。謝政豪希望能從C端募資到新台幣300萬。但是第一季，團隊經費一直處於赤字狀態。於是，2019年1月，在播出了10集后，曾博恩告別了《博恩夜夜秀》。
《博恩夜夜秀》第二季在2019年4月到7月期間製播。在第二季，團隊改用了年代電視與壹電視的攝影棚場地，並與Chatbot平台GoSky合作，以優化購票流程。截至2019年6月，《博恩夜夜秀》的YouTube頻道累積訂閱達55萬，總觀看次數則超过5700萬。在第二季即將结束的时候，薩泰爾娛樂在其臉書表示節目“轉虧為盈擴大營業”，並發出了徵才訊息。但曾博恩在酒吧俱樂部串場時，對鄭南榕开玩笑引发了爭議。事後，他在臉書上表示《夜夜秀》第四季開始換成新主持人。
《博恩夜夜秀》第三季於2019年10月19日開始錄影。第三季總計10場錄影，門票在開賣一小時就已售出60%，6小時後門票，10場中僅剩第二場門票還沒賣完。
2020年1月，曾博恩表示1月18日是他主持的《博恩夜夜秀》最後一集，夜夜秀也沒有要停播，未來他也不會再主持夜夜秀節目。虽然在2021年1月曾主持一档特别节目子单元〈欸！〉讨论莱克多巴胺食品进口问题，但博恩同STR娱乐重申这不代表要回归节目。
2023年10月4日，薩泰爾娛樂宣布《夜夜秀》確定回歸。《博恩夜夜秀》將轉變為《賀瓏夜夜秀》，並由賀瓏接棒主持。

## 音樂作品
| 曲序 | 曲目              |                      | 作曲            | 製作人     | 备注 | 时长 |
| ---- | ----------------- | -------------------- | --------------- | ---------- | --- | ---- |
| 1.   | Better Than Brian | 賀瓏 日京江羽人 強尼 | 日京江羽人 賀瓏 | 日京江羽人 | 發行日期： - (薩泰爾娛樂 YouTube 頻道)2019年10月25日發行，收錄於《【博恩夜夜秀】賀瓏，夜夜秀就交給你了》。 - (賀瓏Hello YouTube 頻道) 2019年10月27日首播 MV 演出、演唱： 賀瓏 日京江羽人 曹小歐 | 2:33 |

| 曲序 | 曲目     |                 | 作曲     | 编曲     | 製作人          | 备注                                                          | 时长 |
| ---- | -------- | --------------- | -------- | -------- | --------------- | ------------------------------------------------------------- | ---- |
| 1.   | 武漢肺炎 | 賀瓏 老K 喬瑟夫 | DJ Hauer | DJ Hauer | DJ Hauer 任德晏 | 發行日期：2020年2月26日 音樂錄影帶特別演出：老K、賀瓏、喬瑟夫 | 3:56 |

| 曲序 | 曲目   |        | 作曲                         | 编曲     | 製作人          | 备注                                                                        | 时长 |
| ---- | ------ | ------ | ---------------------------- | -------- | --------------- | --------------------------------------------------------------------------- | ---- |
| 1.   | TAIWAN | 曾博恩 | DJ Hauer(原曲創作者 吳健成） | DJ Hauer | DJ Hauer 廖子寧 | 發行日期：2020年5月15日 音樂錄影帶特別演出：郭書廷、老K、白胖、賀瓏、喬瑟夫 | 3:27 |

## 獎項
| 年份   | 典禮名稱         | 獎項           | 入圍作品                                                                          | 結果 | REF    |
| ------ | ---------------- | -------------- | --------------------------------------------------------------------------------- | ---- | ------ |
| 2020年 | 第2屆走鐘獎      | 最佳動作指導獎 | 【博恩夜夜秀】瘋狂物化吳怡農！爆釦子又摔博恩胯下讓全場粉絲高潮不斷！              | 提名 |        |
| 2020年 | 第2屆走鐘獎      | 最佳美術設計獎 | 【博恩夜夜秀】火烤大賽 Roast Battle！蝦兵蟹將                                     | 提名 |        |
| 2020年 | 第2屆走鐘獎      | 最佳烙賽獎     | 【博恩夜夜秀】高嘉瑜來雪恥！聽過就絕對無法忘記的歌喉！                            | 提名 |        |
| 2020年 | 第2屆走鐘獎      | 最佳配樂獎     | 【博恩夜夜秀】賀瓏，夜夜秀就交給你了                                              | 獲獎 |        |
| 2021年 | 第3屆走鐘獎      | 最佳巧妙置入獎 | 曾博恩 Brian Tseng -【早餐店阿姨 Breakfast Aunty】 feat.?te｜Official Music Video | 提名 |        |
| 2021年 | 台灣2021 YouTube | 熱門影片Top10  | 【博恩夜夜秀】《欸！萊豬》                                                        | 獲獎 | [ 15 ] |

## 爭議

### 指妨害名譽罪的判斷過於主觀
2018年8月20日於節目試播集的〈欸！〉單元中，主持人曾博恩討論《中華民國刑法》的「妨害名譽罪」判斷過於主觀，並拿出幾個實際判例，指出以刑逼民、濫訴等問題，因此主張「妨害名譽除罪化」，並在試播集上公然侮辱節目製作成員程建評，以令程氏寫手自訴讓自己在妨害名譽相關罪刑（《中華民國刑法》第309～313條）成罪，以為釋憲。節目播出後引發法律界人士討論，法律獨立媒體網站《法律白話文運動》站長兼律師楊貴智批評節目（然而楊貴智是程建評訴曾博恩案的自訴代理人），沒有帶領觀眾反思該法的適當性，間接導致法官，招致破壞司法威信的批判。時瑋辰則投書指出，影片中的案例，並非最終的判決結果，認為節目並未完整呈現來龍去脈。2019年7月2日，台北地方法院判決曾博恩無罪，理由是因為公然侮辱節目成員僅為釋憲（主觀構成要件不成立）而非真正有侮辱節目成員之意，故不成罪。

### 政治人物上節目
2020年，監察院公布總統選舉時各候選人的政治獻金收支資料，資料顯示蔡英文和韓國瑜都曾付費上《博恩夜夜秀》，而且兩人爭取曝光的價目不同，引發網友討論節目收費以及政治操作的質疑。面對外界聲浪，博恩上傳影片，表示兩人價碼之所以不同，肇因於上節目的季別不同，而對方是知道情況後付款，也沒有意見屬於自願交易，而免費上節目的嘉賓則是屬於請客邀約，對於此請客感到後悔。另外他對先前未揭露的作法表示道歉，並表示未來將會加強對於收費的公開，不過網路仍有擔憂他將選舉娛樂化，並沒有考慮到政治的複雜和嚴重性，導致不同的曝光度影響選舉，以及後續韓國瑜罷免案等社會的衝突，節目內容是否有偏頗，後續還引發許多對他的議論、指控與批判。近年來台灣媒體亂象中，新興加入的網路傳媒與政治領域相結合，漸漸成為生活常態與成熟的產業鍊，傳統媒體同業指出，這幾起事件中除了資金的透明，重點其實是須看重有意義的內容以贏得公信力。

### 萊豬議題
2021年1月15日，曾博恩在节目中以“萊豬”議題开玩笑讲，如果大家都不吃，可將进口萊豬做成肉鬆賣到中国大陆，引来台下一阵鼓掌，而後曾也笑着回應台下：「你們是惡魔嗎？當然不能這麼做啊！」17日，《博恩夜夜秀》官方账号上又以此与网友互动。此事在中国大陆的知乎等网站上引起热议和批评，网友「笨呆薪火」批评指“這表示台灣不少人不只把大陸人當成敵人，甚至不把大陸人當成‘人’看待，且已不是單純的歧視，講白點，如果這不是法西斯，什麼叫法西斯？”引得许多赞同，并有人发起在电商平台舉報台灣肉製品活動。在当月27日國台辦記者會上，發言人朱鳳蓮回应记者提问时对此观点批为「島內個別網民提出的一些惡毒的想法」，并声明“大陆严禁台湾地区生产或经台湾地区转运的肉类产品输入”，并且近期已加大查验力度，防止邮包和入境旅客行李中的肉類產品流入大陆市场，消费者如发现来自台湾地区的肉类产品可向监管部门反映。藝人黃安在微博上批评“有這種想法的人應該下十九層地獄”，台中市议员黄健豪则表示“希望你各位拍手鼓掌的人，可以为自己有荣幸吃到莱剂而欣喜。”。中國媒體《环球时报》称曾博恩“立功”了，認為中國大陸的人民會感谢他。台湾网友则有人不以为然，有人对台灣豬農感到同情。

## 註解
1. ↑  Chung, Daphne. . The News Lens 關鍵評論網. 2018-11-05  [2019-12-11]. （原始内容存档于2020-04-12） （中文（臺灣））.
2. ↑  . 三立新聞網. 2018-08-21  [2019-12-11] （中文（臺灣））.
3. 1 2 3 4  . ETtoday新聞雲.   [2019-12-11]. （原始内容存档于2020-04-12） （中文（繁體））.
4. ↑  . 數位時代. 2018-08-20  [2019-12-11]. （原始内容存档于2019-03-24）.
5. ↑  . 自由时报.   [2019-12-11]. （原始内容存档于2019-12-11）.
6. ↑  . 數位時代. 2019-06-26  [2019-12-11]. （原始内容存档于2020-07-13）.
7. ↑  . 自由时报.   [2019-12-11]. （原始内容存档于2019-12-11）.
8. 1 2  . 三立新聞網. 2019-08-22  [2019-12-11]. （原始内容存档于2020-04-12） （中文（臺灣））.
9. ↑  . 自由時報. 2019-08-23  [2019-12-11]. （原始内容存档于2019-09-15） （中文（臺灣））.
10. ↑  . 三立新聞網.   [2019-12-11]. （原始内容存档于2020-04-12）.
11. ↑  . TVBS.   [2020-01-22]. （原始内容存档于2020-10-23）.
12. ↑  范婕葳. . Newtalk新聞. 2023-10-05  [2023-10-05]. （原始内容存档于2023-10-13）.
13. ↑  賀瓏、老K、喬瑟夫, , 2020-02-26  [2020-05-17], （原始内容存档于2020-03-21）
14. ↑  曾博恩 x DJ Hauer, , 2020-05-16  [2020-05-17], （原始内容存档于2020-12-21）
15. ↑  YouTube年度排行榜 正式出爐 （页面存档备份，存于） 2021.12.1 yahoo
16. ↑  楊貴智. . 聯合新聞網. 2018-08-28  [2019-03-19]. （原始内容存档于2019-04-03） （繁体中文）.
17. ↑  時瑋辰. . ETtoday新聞雲. 2018-08-29  [2019-03-19]. （原始内容存档于2019-04-03） （繁体中文）.
18. ↑  李潔. . TVBS. 2019-07-03  [2019-10-15]. （原始内容存档于2019-10-14）.
19. ↑  .   [2020-07-23]. （原始内容存档于2020-12-23）.
20. ↑  .   [2020-07-23]. （原始内容存档于2020-10-27）.
21. ↑  .   [2020-07-23]. （原始内容存档于2020-11-25）.
22. ↑  . 聯合新聞網. 2020-07-13  [2020-07-23]. （原始内容存档于2020-08-29） （中文（繁體））.
23. ↑  . 自由時報. 2020-07-22  [2020-07-23]. （原始内容存档于2020-07-24） （中文（繁體））.
24. ↑  . 蘋果日報. 2020-07-19  [2020-07-23]. （原始内容存档于2020-07-23） （中文（繁體））.
25. ↑  . 新华网. 新华社.   [2021-01-29]. （原始内容存档于2021-01-28）.
26. ↑  旺報 陳君碩. . 中时新闻网. 2021-01-27  [2021-01-28]. （原始内容存档于2021-02-03）.
27. ↑  . 自由时报.   [2021-01-28]. （原始内容存档于2021-02-08）.
28. 1 2  . 聯合新聞網. 2021-01-28  [2021-01-29]. （原始内容存档于2021-02-07） （中文（繁體））.
29. ↑  . 聯合新聞網. 2021-01-27  [2021-01-28]. （原始内容存档于2021-02-06） （中文（繁體））.
30. ↑  潘维庭. . 风传媒. 2021-01-28  [2021-01-28]. （原始内容存档于2021-02-01） （中文（繁體））.
31. 1 2  李慈音. . 中時新聞網.   [2021-01-28]. （原始内容存档于2021-02-07） （中文（繁體））.
32. ↑  环球时报. . 新浪. 2021-01-27  [2021-01-28]. （原始内容存档于2021-01-28） （中文（简体））.

## 外部連結
- 薩泰爾娛樂 （页面存档备份，存于）
- STR NETWORK - 薩泰爾娛樂的Facebook專頁
- STR NETWORK - 薩泰爾娛樂的Instagram帳戶
- YouTube上的STR Network頻道